# Joe Johnston
Joe Johnston, född Joseph Eggleston Johnston III den 13 maj 1950 i Austin, Texas, är en amerikansk regissör, manusförfattare och specialeffektsmakare. Bland de filmer han har regisserat märks Älskling, jag krympte barnen, Jumanji, Hidalgo, Jurassic Park III, The Wolfman och Captain America: The First Avenger.
Johnston vann tillsammans med Richard Edlund, Kit West och Bruce Nicholson en Oscar 1982 för effekterna till Jakten på den försvunna skatten.

## Filmografi (i urval)
- 1989 – Älskling, jag krympte barnen
- 1991 – Rocketeer
- 1995 – Jumanji
- 1999 – October Sky
- 2001 – Jurassic Park III
- 2004 – Hidalgo
- 2010 – The Wolfman
- 2011 – Captain America: The First Avenger
- 2014 – Not Safe for Work